# 岩谷徹 (ゲームクリエイター)
岩谷 徹（いわたに とおる、1955年〈昭和30年〉1月25日 - ）は日本のゲームクリエイター。『パックマン』の生みの親として知られる。東京都目黒区出身。大阪芸術大学客員教授、東京大学大学院特任教授、東京工芸大学名誉教授。

## 来歴
1955年、3人兄弟の末っ子として東京都目黒区に生まれる。NHK勤務の父親の転勤で、目黒サレジオ幼稚園から秋田市の秋田経済大学付属幼稚園に移り、野山を駆け回る遊びを経験する。肥溜めに落ちたり、かまくらを作ったりといったこの頃の実体験がのちのゲーム作りの原点になったという。父親の転勤に伴い、岩手県盛岡市、宮城県仙台市で小学生時代を送り、中学から目黒に戻り、目黒区立第九中学校時代にピンボールと出合い、東京都立大学附属高等学校を経て東海大学工学部通信工学科を卒業。
1977年にナムコ（後のバンダイナムコエンターテインメント）に入社。開発課に配属される。ピンボールゲームを作りたかったというのが入社理由だったが、当時ナムコは特許関連の解決が難しかったことを理由にピンボールを作っていなかったため、入社後しばらくはナムコが国内販売を行っていたアタリ社の基板修理、知的財産権の管理などを担当した。
1978年、ビデオゲームの開発を担当する。長らく温めていたピンボールの構想と、当時流行していたブロック崩しを融合させたアイディアをモチーフに、ナムコのビデオゲーム第1弾となる「ジービー」を開発。ジービーは日本国内で1万台以上の出荷枚数を確保することに成功し、ナムコが本格的にビデオゲーム産業へ参入する足がかりを作った。しかし、『スペースインベーダー』のブーム到来により、販売台数が振るわなかった。
続編の『ボムビー』のゲームデザイン、『キューティQ』のグラフィックデザインを経て、1980年には他の社員4人と共に『パックマン』を企画、開発した。『パックマン』は1980年7月に日本で発売されたがギャラクシアンほどのヒットとはならなかった。その後、北アメリカでリリースされた際、正規品だけで28万台を出荷、「パックマン・フィーバー」というディスコミュージックやテレビアニメが作成されるなど北アメリカを席巻した。このことからパックマンは「80年代のミッキーマウス」と称された。『パックマン』は世界中でリリースされて大ヒットとなり、ライセンス料など含めて数百億円の売り上げを記録、コンピューターゲームの歴史に名を刻んだ。岩谷は、パックマンが日本では売れる自信があったが米国その他の国でそれほどあれほど売れるとは驚きだったと述べている。『パックマン』30周年を迎えた2010年には生みの親の岩谷自身も開発者として改めてギネス認定された。
1983年発売の『リブルラブル』の企画兼プロデュースを境に、以降はプロデューサーを専業し『ドラゴンバスター』、『源平討魔伝』、『リッジレーサー』、『アルペンレーサー』、『タイムクライシス』など、数多くの作品を手がけた。
2003年にCESAが開催した開発者セミナー「CEDEC 2003」において講師を務め、2005年4月から大阪芸術大学キャラクター造形学科の客員教授として教鞭を執るなど、対外活動を積極的に行っていた。2010年4月からは東京工芸大学ゲーム学科の教授として次代のクリエイターの育成に力を注いだ。
2010年に日立製作所・竹井機器工業と東京工芸大学芸術学部ゲーム学科との共同研究により、社会に役立つシリアスゲームとして施設用筋力トレーニングマシンを開発した。2012年には磁気粘性流体ブレーキを用いた筋力トレーニングロボットの開発が評価され精密工学会北陸信越支部の技術賞を受賞した。
2011年から2013年に文化庁メディア芸術祭エンターテインメント部門の審査員を、2013年には主査を務めた。2012年からは文化庁メディア芸術クリエイター育成支援事業のアドバイザーを務めた。
2014年から2016年に文化庁芸術選奨メディア芸術部門の推薦委員を務めた。
2015年にはゲーム・遊び・芸術の新しい表現形態としての全身ディスプレイ型「ゲーミング・スーツ」を発表した。
『パックマン』はアーケードゲームの黎明期において、当時社会現象とも いえる一大ブームを巻き起こした。その人気ぶりは、我が国にとどまらず世界中に広がり、今なお プレイされ続けているだけではなく、映画、アニメなどでもモチーフに使われるなど、幅広い世代に 愛され今日に続くゲーム業界発展の礎を築いたとして、「コンピュータエンターテインメントデベ ロッパーズカンファレンス 2015」にて「CEDEC AWARDS」の2015年の特別賞を受賞する。
2018年には、デジタルゲームに関する産業的・社会的な貢献に加え、デジタルゲーム研究の拡大に果たしてきた多岐にわたる業績を踏まえ日本デジタルゲーム学会2017年度の学会賞を受賞する。
2016年から2017年に日本デジタルゲーム学会の会長を歴任する。
2020年5月から東京工芸大学の名誉教授となる。
2015年公開の映画『ピクセル』では、架空の人物としての彼をデニス・アキヤマが演じている他に彼本人は技術者役でカメオ出演している。

## 主な担当作品

### ゲームデザイン
- ジービー
- ボムビー
- パックマン
- リブルラブル(プロデューサーを兼ねる)

### グラフィックデザイン
- キューティQ

### フィールドデザイン
- クエスター

### プロデュース
- ラリーX
- ボスコニアン
- ギャラガ
- ポールポジション
- ゼビウス
- マッピー
- パックランド
- ドラゴンバスター
- 源平討魔伝
- クエスター
- パックマニア
- ファイナルラップ3
- エアーコンバット
- リッジレーサー
- ファイナルラップR
- アタックオブゾルギア
- ガンバレット
- サイバーコマンド
- アルペンレーサー
- タイムクライシス
- トーキョーウォーズ
- プロップサイクル
- ファイナルハロン
- アルペンサーファー
- ラピッドリバー
- ガンメンウォーズ
- アングラーキング

## 著書
- 『パックマンのゲーム学入門』エンターブレイン、2005年9月。ISBN 4-7577-1752-0。